# Erica glutinosa
Erica glutinosa är en ljungväxtart som beskrevs av Berg. Erica glutinosa ingår i släktet klockljungssläktet, och familjen ljungväxter. Utöver nominatformen finns också underarten E. g. parviflora.

## Bildgalleri

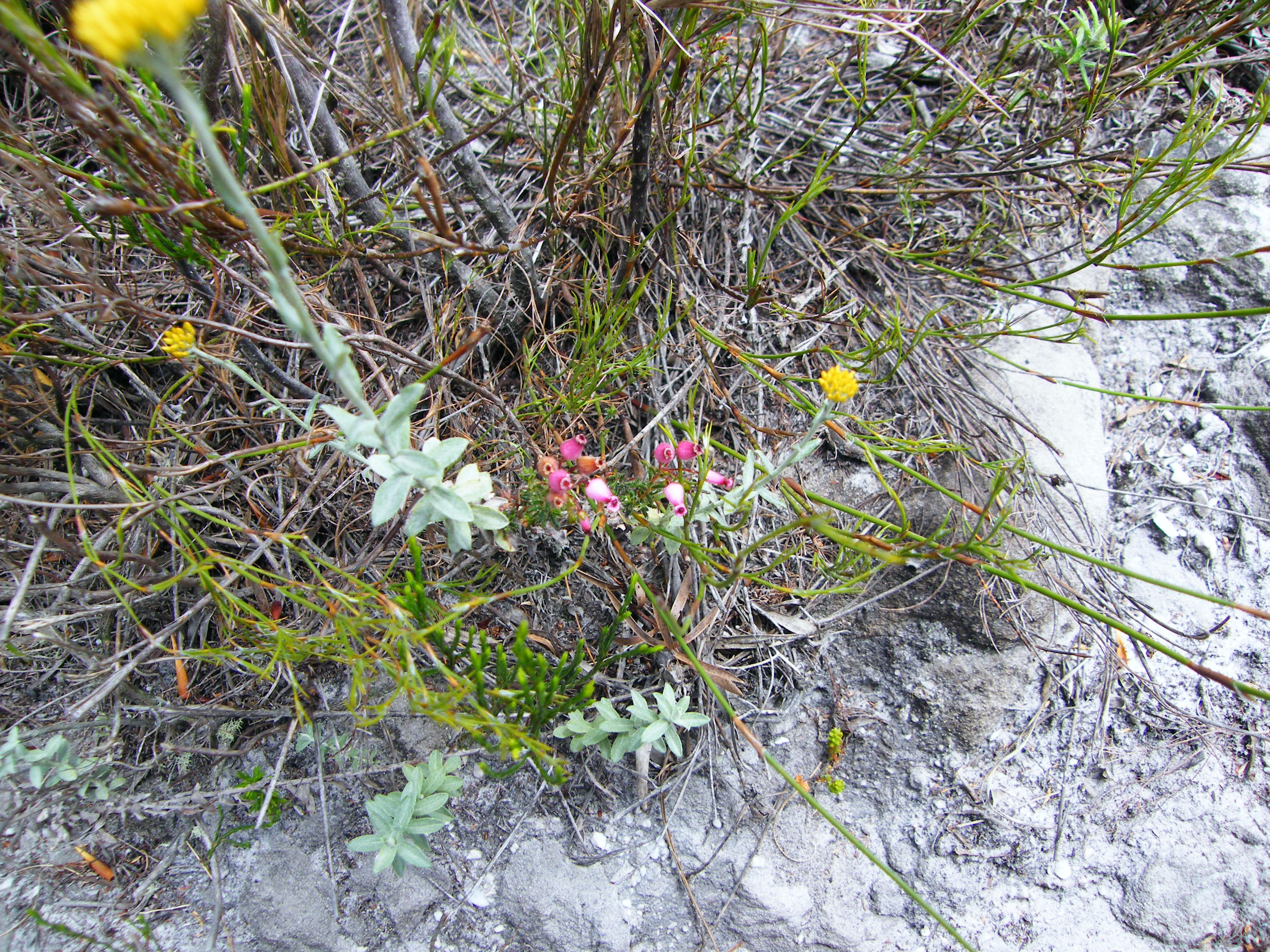